# جیپ اف‌جی
جیپ اف‌جی (به انگلیسی: Jeep FJ) خودرویی است که در سال‌های ۱۹۶۱ تا ۶۵ توسط شرکت جیپ در تولیدو، اوهایو و ایالات متحده آمریکا تولید شده‌است. 